# Dobrada
Dobrada este un oraș în São Paulo (SP), Brazilia.